# Martha Serra
Martha Serra (Buenos Aires, 20 de febrero de 1942) es una actriz argentina de cine, teatro y televisión.

## Carrera
Martha Serra egresó de la Escuela Nacional de Arte Dramático de la Nación. Ese mismo año fue seleccionada por la Comedia Nacional y debutó como actriz en la obra "Luces de Bohemia", dirigida por Pedro Escudero.

## Televisión
- Ciclo de sainetes (1967), dirigido por Pedro Escudero.
- Los disfrazados (1967), dirigido por Pedro Escudero.
- La Tigra (1967), dirigido por Pedro Escudero.
- La Morocha (1967), dirigido por Pedro Escudero.
- Antígona Velez (1967), dirigido por Martín Clutet.
- Teatro Universal (1967), dirigido por Martín Clutet.
- El amor tiene cara de mujer (1967), dirigido por Pedro Boiro.
- Así es la vida (1967), dirigido por Martín Clutet.
- Divinas Palabras (1967), dirigido por Pedro Escudero.
- Nuestra Galleguita (1967), dirigido por Alejandro Doria.
- Cuatro hombres para Eva (1967), dirigido por Alejandro Doria.
- Viernes de Pacheco (1968)-(1969)-(1970), dirigido por Martha Reguera.
- Alta comedia (1968), dirigido por Martín Clutet.
- Música y títeres (1970), dirigido por Alejandro Faura.
- La vuelta de obligado (1974), dirigido por Martín Clutet.
- Teatro Argentino (1975), dirigido por Martín Clutet.
- Historias de suspenso (1976), dirigido por Martín Clutet.
- Mujercitas (1997), dirigido por Martín Clutet.
- Ricos y famosos (1998), dirigido por Carlos Rinaldi.

## Cine
| 1972 | La Mafia       | Torre Nilsson    |
| 1973 | Heroína        | Raúl de la Torre |
| 1973 | Paño Verde     | Mario David      |
| 1974 | La Madre María | Lucas Demare     |

## Obras de Teatro
| 1967 | Luces de Bohemia                    |
| 1967 | Angelito el secuestrado             |
| 1968 | La novia de los forasteros          |
| 1968 | Gabino el mayoral                   |
| 1968 | El circo de Morondanga              |
| 1972 | El carnaval del diablo              |
| 1972 | Cuando la muerte clava sus banderas |
| 1973 | Tripas de Oro                       |
| 1976 | Recordando con Ira                  |
| 1980 | Arlequino Superstar                 |
| 1983 | Querido mentiroso                   |